# Castillo Maruoka
El castillo Maruoka (丸岡城 Maruoka-jō?) es una fortificación japonesa del siglo XVI en Maruoka, barrio de la ciudad de Sakai (prefectura de Fukui). También es llamado Kasumi-ga-jō (霞ヶ城 castillo de la niebla?) debido a una leyenda que narra que cualquier enemigo que se aproxime a la fortaleza es rodeado por una niebla espesa. El tenshu se derrumbó debido a la destrucción de su base de piedra durante el terremoto de Fukui de 1948. En 1955, la base se reconstruyó utilizando el 70 % de los pilares originales y aproximadamente el 60 % de las vigas originales; a su vez se instaló un marco de hormigón armado y se apilaron las piedras originales a su alrededor antes de volver a erigir el torreón en la parte superior.

## Historia

### Construcción
Se considera que Shibata Katsutoyo, sobrino de uno de los principales generales de Nobunaga Oda, Shibata Katsuie, construyó el castillo de Maruoka en 1576. Según la leyenda de O-shizu, Hitobashira, el castillo fue construido con un pilar humano. De acuerdo a la historia, durante la construcción la base de piedra del tenshu se colapsaba continuamente. Hubo un vasallo que sugirió que deberían ofrecer un sacrificio humano (hitobashira) para apaciguar a los dioses. O-shizu, una mujer tuerta que tenía dos hijos y era pobre, fue seleccionada como la hitobashira. Decidió convertirse en un sacrificio con la condición de que uno de sus hijos fuera acogido por Katsutoyo y se convirtiera en samurái. De pie en posición, las piedras de la base se colocaron a su alrededor, hasta que finalmente la aplastaron hasta su fallecimiento. Katsutoyo no cumplió su promesa tras mudarse de provincia y la narración explica que O-shizu quedó como un espíritu resentido.
Aunque se construyó en el período Azuchi-Momoyama (1575-1600), el diseño es más indicativo de las fortalezas anteriores del período Sengoku (1477-1575). Como estaba ubicado en la cima de una colina baja, se decidió montar el tenshu sobre una base de piedra alta para ganar altura adicional. Sin embargo, en ese momento, las técnicas para construir bases tan empinadas no estaban desarrolladas, especialmente cuando se empleaban piedras en bruto sin cortar. Este apilamiento de piedras de estilo aleatorio se sugiere como la fuente de la inestabilidad en las paredes durante el período de construcción.

### Shogunato Tokugawa
Tras la muerte de Shibata Katsutoyo a causa de una enfermedad durante la Batalla de Shizugatake en 1583, el castillo fue entregado al clan Aoyama. Sin embargo, los Aoyama se pusieron del lado del Ejército Occidental bajo Ishida Mitsunari durante la Batalla de Sekigahara y fueron desposeídos por el victorioso Tokugawa Ieyasu. Ieyasu otorgó la provincia de Echizen a su hijo, Yūki Hideyasu, quien a su vez creó una explotación de 26 000 koku centrada en Maruoka para su criado, Imamura Moritsugu. En 1613, debido a un O-Ie Sōdō (conflicto entre samuráis y aristócratas) dentro del Dominio de Fukui, el shogunato Tokugawa elevó el territorio a 40 000 koku y lo asignó a Honda Narishige, hijo de Honda Shigetsugu, uno de los principales generales de Ieyasu. Debido a los esfuerzos de Honda Narishige en el Asedio de Osaka en 1624, el kokudaka del dominio se elevó aún más a 46 300 koku. Su hijo y su nieto completaron el castillo y el jōkamachi (ciudadela) circundante. Sin embargo, su bisnieto, Honda Shigemasu era alcohólico e incompetente, y fue desposeído por el shogunato en 1695.

## Arquitectura

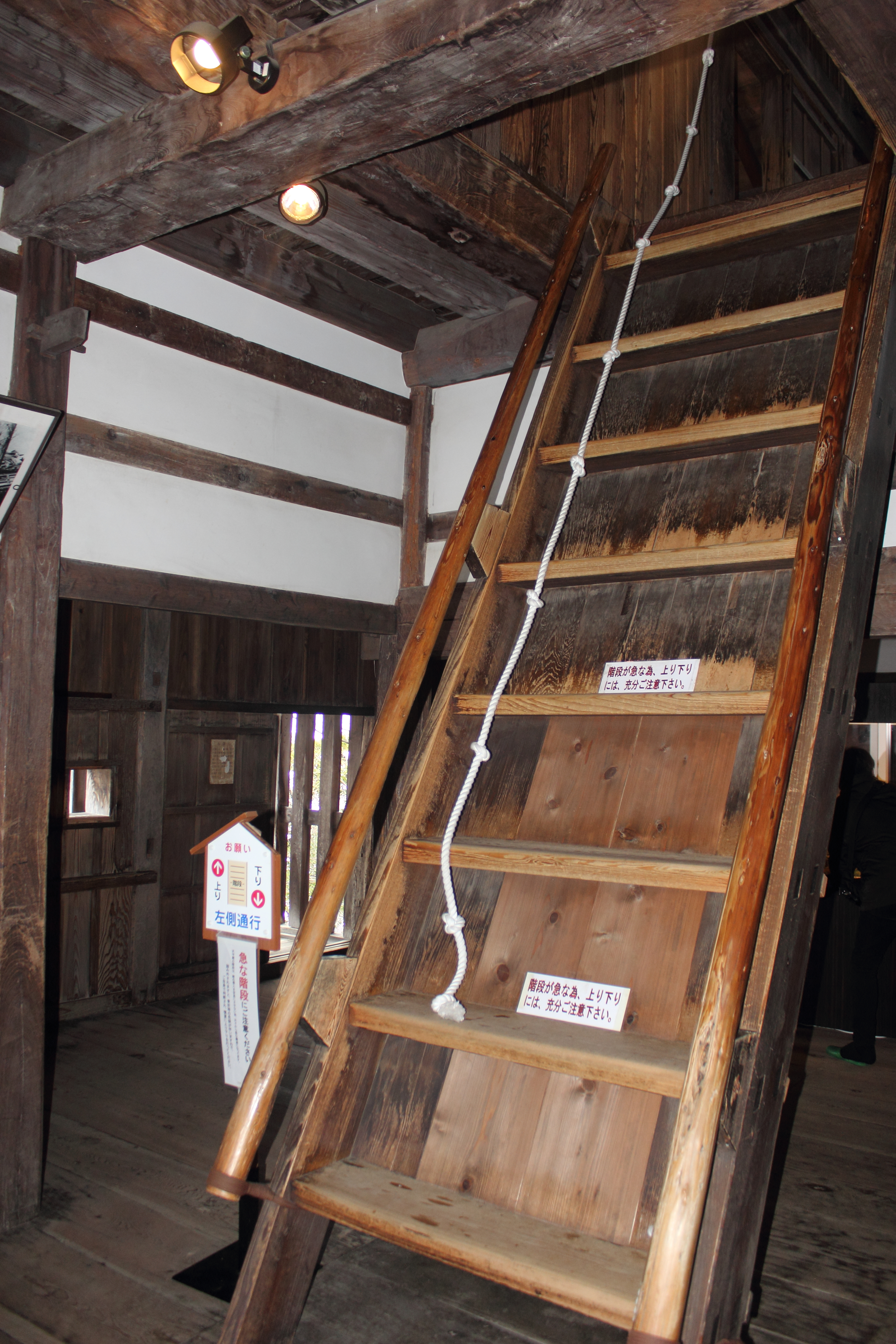
Escaleras empinadas en el interior del castillo.

Asentado sobre una plataforma de piedra de 6,2 metros de altura, se accede al tenshu a través de una escalera que conduce directamente a su interior de madera negra. El edificio presenta tres pisos, y el más alto sirve como torre de vigilancia. El tenshu tiene una serie de características de diseño diferenciadoras; si bien el techo originalmente contaba con tejas de madera, estas fueron reemplazadas por tejas fabricadas de una piedra local llamada shakudani. Las nuevas tejas implican que el techo es, con 60 toneladas (otras fuentes citan 120), inusualmente pesado (más del doble del peso de uno común). Se cree que la razón para utilizar baldosas de piedra se debe a que proporcionaban un aislamiento térmico superior durante el invierno. En cuanto a la ornamentación, el techo presenta adornos shachihoko.